# Catoptria bolivari
Catoptria bolivari là một loài bướm đêm trong họ Crambidae.